# Kurt Brugger
Kurt Brugger (n. 17 martie 1969, Brunico, Trentino-Tirolul de Sud, Italia) este un sănier ce a reprezentat Italia, medaliat olimpic. A participat la 4 ediții ale Jocurilor Olimpice (1988, 1992, 1994, 1998) în care a câștigat o medalie de aur.